# 吉田山 (名古屋市)
座標: 北緯35度9分12.5秒 東経136度55分17.2秒 / 北緯35.153472度 東経136.921444度

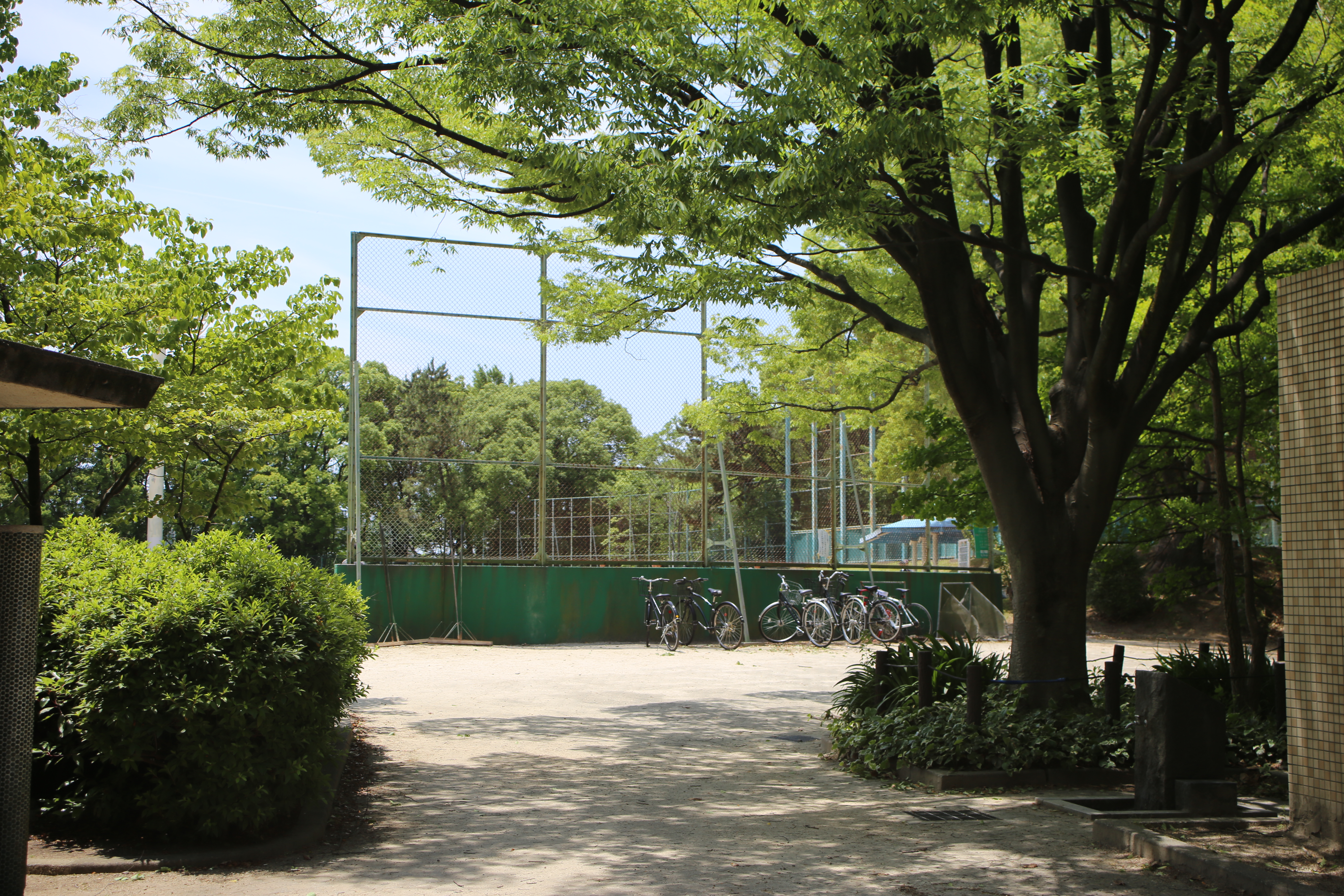
吉田山（2017年6月）

吉田山（よしだやま）は、愛知県名古屋市昭和区鶴舞の鶴舞公園内にある山。

## 概要
鶴舞公園の東南に位置する丘陵で、名称は吉田禄在の別荘地があったことに由来する。かつては、砦山（とりでやま）と称したという。面積は5162坪、標高は15メートル。1910年（明治43年）に第10回関西府県連合共進会に際して、吉田が名古屋市に寄付したことを記念して命名された。共進会開催に伴い、聞天閣・猿面茶屋・松月庵が建てられ、汎太平洋博覧会開催に伴い、美術館・温室・管理事務所等が建設された。1950年（昭和25年）には、その跡地に10000人収容可能な野外スタジアム「鶴舞スタデイアム」が建設されたものの、1959年（昭和34年）の伊勢湾台風および1961年（昭和36年）の第2室戸台風で被災し、大破している。1962年（昭和37年）に解体され、1964年（昭和39年）には野球場が設置された。

## 聞天閣

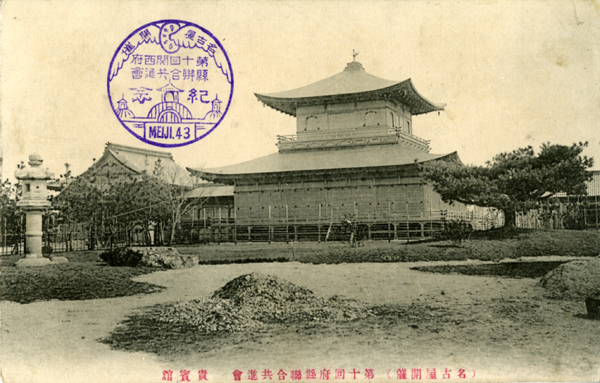
聞天閣

共進会において名古屋市が貴賓館として吉田山に整備したのが、聞天閣（もんてんかく・ぶんてんかく）である。当初は「九皐閣（きゅうこうかく）」と命名され、後に「聞天閣（ぶんてんかく）」と改称された。中国の古典『詩経』に載せられた「鶴鳴」の詩の一節「鶴九皐に鳴き声天に聞こゆ」にちなみ、阪本釤之助市長が命名したとされる。
金閣を模した建物で広さが501.2m2、こけら葺の純日本建築で屋根の中央には青銅製の鳳凰が飾られていたという。これは共進会終了後も残され、貴賓館などとして使われていたが、1940年（昭和15年）に防空意識を高めるために鶴舞公園で開かれた火災実験の火が飛び火して屋根の一部を焼失。1942年、移築のために解体された（鶴舞公園は1944年に陸軍に接収されて高射砲陣地とされた）。1945年の空襲で、保管されていた資材は焼失した。

## 猿面茶席

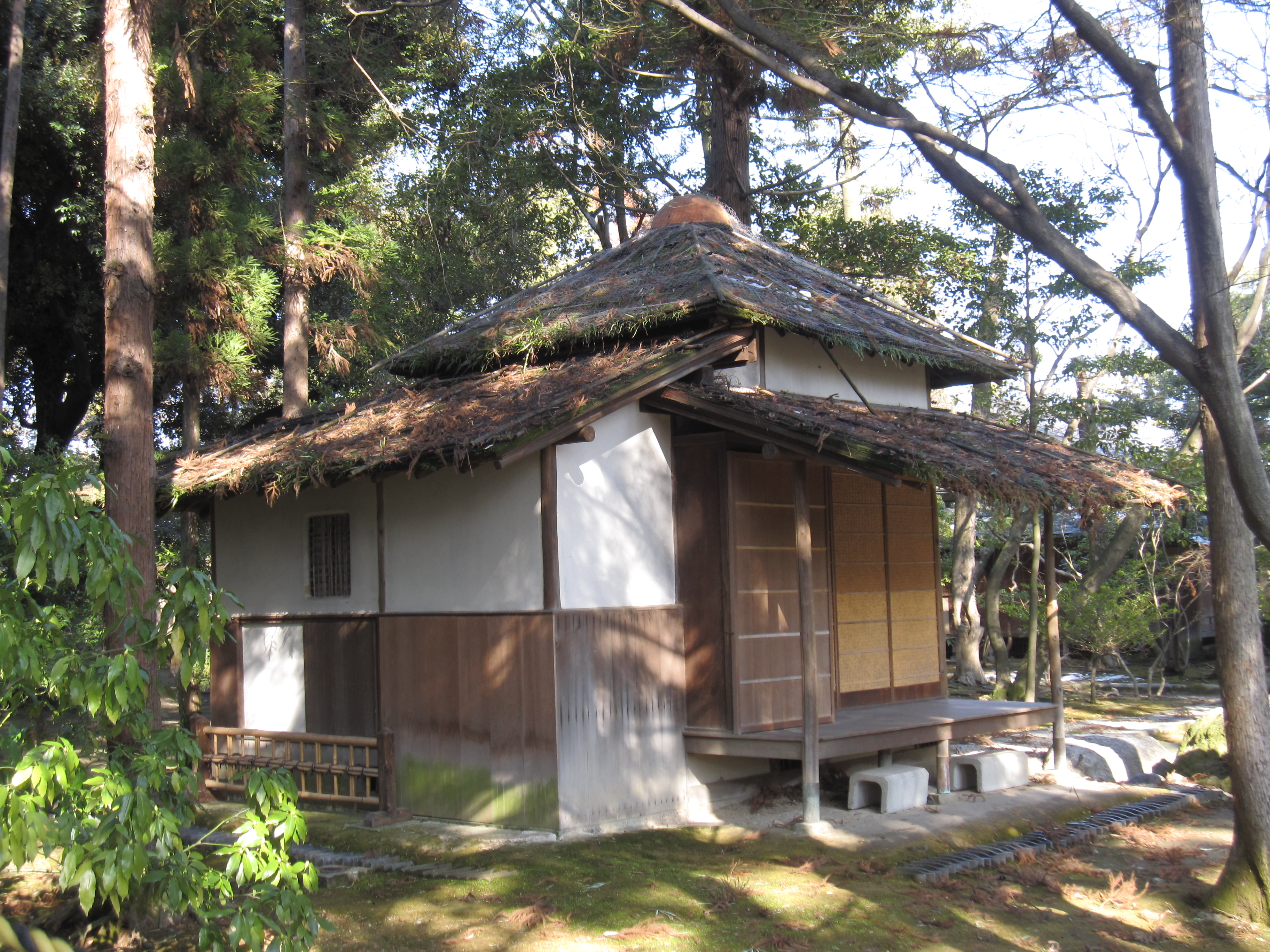
名古屋城二の丸において復元された猿面茶席（2011年2月）

織田信長が清洲城に作った茶席が、名古屋城二の丸の後庭を経て、1880年（明治13年）に門前町の商品陳列館に移設されたものが、同所の閉鎖に伴って吉田山に移ったものである。国宝に指定されたものの、戦災により焼失した。名古屋城および徳川美術館において再建されている。その名称は床柱の節の模様が猿面に似ていることによる。

## 聞天閣貝塚
吉田山の裾部に位置する弥生時代後期の貝塚。遺跡名はかつてこの山の中央部に建てられていた聞天閣に由来するとみられる。初めて土器などの遺物が発見されたのは、1916年（大正5年）だが、本格的な遺跡発見につながったのは、1929年（昭和4年）11月27日、作業員が松の移植作業中に約1.8メートルの穴を掘ったところ、約60センチメートルのところにハマグリを主体とする大量の貝が埋まっているのを発見したことによる。同じ場所からは土器も出土し、市内の研究者によって弥生土器である事が確認された。なお出土した遺物のうち名古屋市立名古屋図書館に保管されていたものは、戦災によって焼失した。